# Saaab Stories
Albums de Action Bronson
Rare Chandeliers
(2012)
Singles
1. Strictly 4 My Jeeps
Sortie : 14 mai 2013

Saaab Stories est le deuxième EP d'Action Bronson, sorti le 11 juin 2013.
L'album est entièrement produit par Harry Fraud.
Le 30 décembre 2013, HipHopDX a classé Saaab Stories parmi les « 25 meilleurs albums de l'année 2013 ».

## Liste des titres
| No | Titre                                                | Contient un (des) sample(s) de              | Durée |
| -- | ---------------------------------------------------- | ------------------------------------------- | ----- |
| 1. | 72 Virgins (featuring Big Body Bes)                  |                                             | 2:49  |
| 2. | Triple Backflip                                      |                                             | 2:51  |
| 3. | No Time                                              |                                             | 4:36  |
| 4. | The Rockers (featuring Wiz Khalifa)                  |                                             | 3:08  |
| 5. | Strictly 4 My Jeeps                                  | Tramp de Lowell Fulson Juicy Fruit de Mtume | 2:45  |
| 6. | Alligator                                            |                                             | 5:31  |
| 7. | Seven Series Triplets (featuring Prodigy et Raekwon) |                                             | 3:31  |